# Казе Санта Тереза (Болоња)
Казе Санта Тереза (итал. Case Santa Teresa) је насеље у Италији у округу Болоња, региону Емилија-Ромања.
Према процени из 2011. у насељу је живело 21 становника. Насеље се налази на надморској висини од 17 м.